# Germanisztika

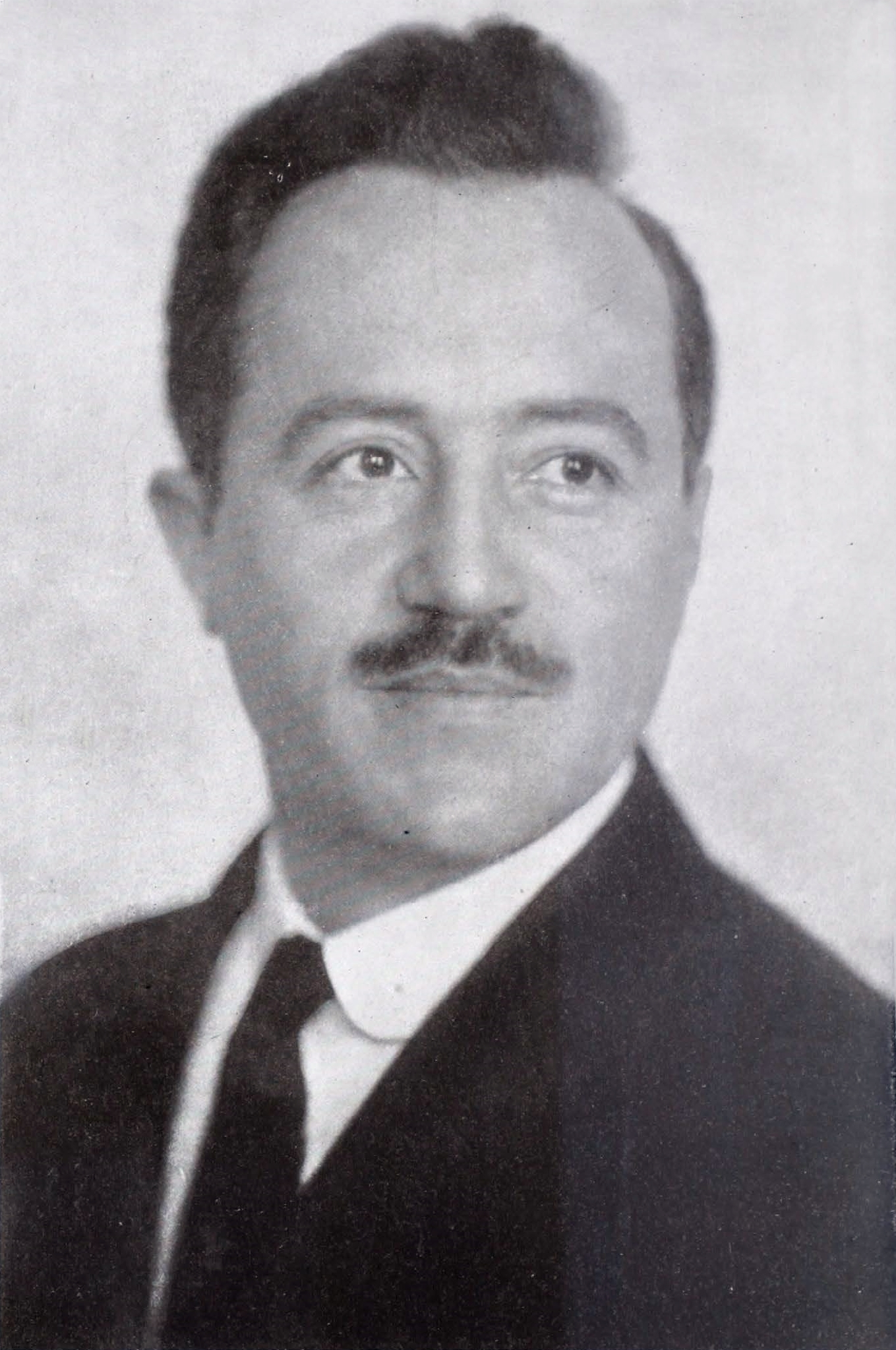
dr. Gragger Róbert (Aranyosmarót, 1887. november 7. – Berlin, 1926. november 10.) magyar irodalomtörténész. Filológiai felfedezése az Ómagyar Mária-siralom.

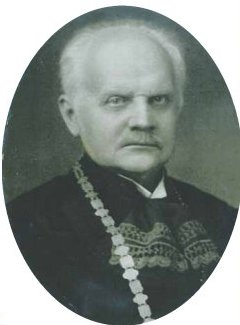
dr. Petz Gedeon (Harka, 1863. november 24. – Budapest, 1943. december 21.) nyelvész, germanista, egyetemi tanár, az MTA tagja.

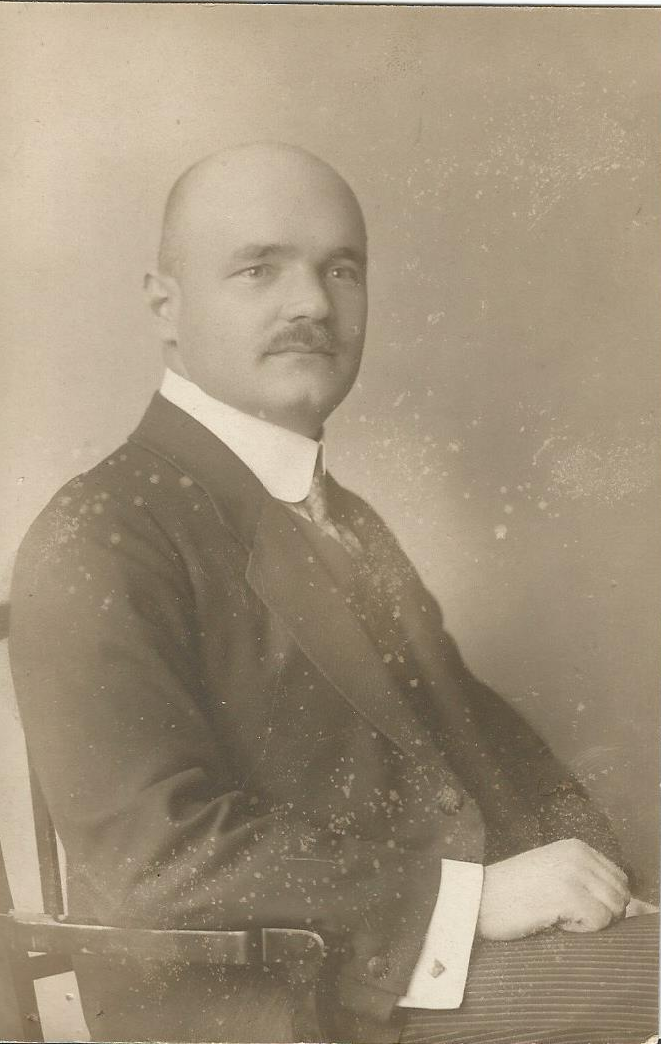
dr. Lux Gyula (1884–1957), tanár, nyelvész, tanügyi főtanácsos, tartalékos hadnagy, a dobsinai és dél-szepesi német kultúra jeles kutatója. Az ország történetében első "Magyar Királyi Állami Németnyelvű tanítóképző Liceum" alapítója és igazgatója, a "Dobsinai Társaskör" tagja.

A germanisztika (másként germán filológia, németül Germanistik) a germán népek (szűkebb értelemben a németek) nyelvével, műveltségével, irodalmával és történelmével foglalkozó, a német nyelv és a német nyelvű irodalom történelmi és jelenlegi megjelenési formáival foglalkozó tudományág.

## Nyelvészeti vonatkozás
- Német nyelvészet 
  - fonetika (Phonetik)
  - fonológia (Phonologie)
  - morfológia (Morphologie)
  - szintaxis (Syntax)
  - lexikológia (Lexikologie)
  - frazeológia (Phraseologie)
  - szemantika (Semantik)
  - helyesírás (Orthographie)
  - nyelvtörténet (Sprachgeschichte)
- egyéb germán nyelvek

## Német nyelvű irodalom
- Német nyelvű irodalom története
- Német irodalom
- Osztrák irodalom
- Svájci irodalom

## Képzést indító magyarországi felsőoktatási intézmények
- Debreceni Egyetem - Bölcsészettudományi Kar
- Eszterházy Károly Főiskola - Bölcsészettudományi Kar
- Eötvös Loránd Tudományegyetem - Bölcsészettudományi Kar
- Károli Gáspár Református Egyetem - Bölcsészettudományi Kar
- Miskolci Egyetem - Bölcsészettudományi Kar
- Nyugat-magyarországi Egyetem - Bölcsészettudományi Kar
- Pannon Egyetem - Modern Filológiai és Társadalomtudományi Kar
- Pázmány Péter Katolikus Egyetem - Bölcsészettudományi Kar
- Pécsi Tudományegyetem - Bölcsészettudományi Kar
- Szegedi Tudományegyetem - Bölcsészettudományi Kar
- Szegedi Tudományegyetem - Juhász Gyula Pedagógusképző Kar

## Külső hivatkozások
- Germanistik – E-Learning-Angebote
- germanistik.net
- Germanistik im Netz – Erlanger Liste
- Literaturwissenschaft online
- Bibliographie der Deutschen Sprach- und Literaturwissenschaft
- -- DOAJ Directory of Open Access Journals, Literature and Languages
- H-Germanistik
- Felvi